# Mara (přírodní památka)
Mara je přírodní památka v katastrálním území obce Divín v okrese Lučenec v Banskobystrickém kraji na Slovensku. Území bylo vyhlášeno v roce 2012. Předmětem ochrany je volně přístupná jeskyně.